# Mañana te cuento 2
Mañana te cuento 2 es una película de comedia erótica-dramática peruana del año 2008, escrita y dirigida por Eduardo Mendoza de Echave. Es la secuela de la película Mañana te cuento, protagonizada por Bruno Ascenzo, José Peláez y Óscar Beltrán. En ésta nueva entrega se suman los actores Giovanni Ciccia, Diego Lombardi, Vanessa Jerí y la bailarina Leysi Suárez al elenco.
Se estrenó el 14 de febrero de 2008 en los cines peruanos.

## Sinopsis
Han pasado cuatro años desde que la vida nocturna cambió para estos cuatro amigos que aún no habían terminado la escuela. La amistad de tres de ellos sobrevivió a aquella intensa noche, ahora conviven y tratan de hacer menos dura y fugaz esta inevitable transición a la edad adulta. Sin embargo, un personaje del pasado vendrá a complicarles las cosas de forma inesperada y vertiginosa, obligándolos a tomar decisiones para las que quizás no se sientan preparados. Efraín (Óscar Beltrán) y «el Gordo» (José Manuel Peláez) pasarán de una noche loca a una de sus peores pesadillas y Manuel (Bruno Ascenzo) tendrá un reencuentro con Bibiana (Melania Urbina) que definitivamente marcará el rumbo de sus vidas ésta vez.

## Elenco
Los actores que participan en esta película son:
- Melania Urbina como Bibiana.
- Bruno Ascenzo como Manuel.
- Giovanni Ciccia como Alfredo.
- Óscar Beltrán como Efraín.
- José Peláez como «el Gordo».
- Vanessa Jeri como Lorena.
- Leysi Suárez como Sandra.
- Diego Lombardi como Raúl.
- Magdyel Ugaz como Mujer secuestradora.
- Paul Ramírez como Secuestrador.
- Américo Zúñiga como «Trucha».
- Nora Cafetara como Abuela de Bibiana.
- Marco Zunino como Chico del casino.

## Recepción
Mañana te cuento 2 consiguió 34.000 espectadores en su primer día de cines. La película atrajo a 188.895 espectadores después de 5 semanas en los cines.

## Actualidad
Con la segunda entrega, Mañana te cuento llegó a su fin, la cual los actores protagonistas continúan sus carreras artísticas por separado.[cita requerida]
Bruno Ascenzo se desempeña como director teatral, sin dejar de lado su faceta actoral, haciendo su debut con la película A los 40 en 2014.[cita requerida] Además, dirigió la obra de teatro En el barrio al año siguiente.
Jason Day y Óscar Beltrán continuaron en la actuación participando en diferentes producciones. Day fue protagonista de la telenovela peruana La Tayson, corazón rebelde en 2011 compartiendo roles con Vanessa Terkes y actualmente, participa ocasionalmente como activista político. Por otro lado, Beltrán se dedica a la docencia realizando talleres de teatro.[cita requerida]
José Peláez es conductor del programa culinario El gran chef famosos en el año 2023, cuya sinopsis es de competencia entre celebridades haciendo un reto de cocina sin saber.